# Helena Pilejczyk
Helena Pilejczyk, z domu Majcher (ur. 1 kwietnia 1931 w Zieluniu, zm. 12 listopada 2023 w Elblągu) – polska łyżwiarka szybka, olimpijka, wielokrotna mistrzyni Polski, zdobywczyni brązowego medalu na igrzyskach w Squaw Valley 1960 i zdobywczyni tzw. małego wicemistrzostwa świata z Östersund 1960. Zawodniczka klubów elbląskich: Stali, Turbiny i Olimpii, później nauczycielka i trenerka.
Jej rekordy życiowe to 48,20 s na 500 metrów, 1:35,80 na 1000 m, 2:37,10 na 1500 m, 5:15,20 na 3000 m, 10:06,20 na 5000 m, 199,766 w wieloboju małym. Zasłużona Mistrzyni Sportu, odznaczona m.in. Srebrnym i Brązowym Medalem za Wybitne Osiągnięcia Sportowe oraz Krzyżem Kawalerskim i w 2008 Krzyżem Oficerskim Orderu Odrodzenia Polski (M.P. z 2009 nr 24, poz. 311). Honorowa Obywatelka Elbląga.

## Kariera
Helena Majcher wychowywała się w Zieluniu, potem mieszkała kolejno w Pułtusku, Radzyminie, Warszawie (podczas powstania), Pruszkowie, Kwidzynie i w Elblągu. Dostała tam pracę nauczycielki w szkole podstawowej. Początkowo uprawiała grę w siatkówkę i lekkoatletykę, wkrótce jednak zmieniła dyscyplinę na łyżwiarstwo szybkie. Opiekował się nią trener Stali Elbląg Kazimierz Kalbarczyk. W lutym 1952 dostała telegram z Zakopanego, z prośbą o przyjazd i zastąpienie chorej zawodniczki Stali-Olimpii w sztafecie 4x1000 m. Zdobyła wtedy swój pierwszy tytuł mistrzyni Polski. Indywidualnie była szósta i tym samym awansowała do kadry narodowej. Rok później ustanowiła swój pierwszy rekord kraju na dystansie 500 m. W 1955 była już rekordzistką na wszystkich dystansach.
Mistrzostwa świata w 1957 w fińskiej Imatrze były dla Pilejczykowej debiutanckimi; zajęła w nich dziewiątą pozycją w wieloboju. Rok później w szwedzkim Kristinehamn była już piąta, a w 1960 na światowym czempionacie w Östersund zajęła drugie miejsce na 1000 m i zdobyła srebrny medal (w łącznej klasyfikacji ponownie była piąta).

### Igrzyska olimpijskie w Squaw Valley
W lutym tego samego roku Pilejczyk pojechała na zimowe igrzyska do USA (była to pierwsza olimpiada, w której programie znalazło się łyżwiarstwo szybkie kobiet). Początkowo krajowi działacze nie chcieli dopuścić do wyjazdu reprezentantek Polski, uważając to za stratę pieniędzy przy jednoczesnej niemożności nawiązania walki z czołówką światową. Przekonało ich dopiero drugie miejsce Pilejczykowej na MŚ. Polka odczuwała przed swym pierwszym olimpijskim startem dużą presję kibiców, którzy po zdobyciu przez zawodniczkę medalu MŚ liczyli na jej kolejny sukces. W pierwszym konkursie (na dystansie 500 m) Pilejczyk była dwunasta, w kolejnym (na 1000 m) piąta, a 21 lutego zdobyła brązowy medal na 1500 m. W zawodach długo prowadziła jej rodaczka Elwira Seroczyńska. W ostatniej parze rywalizowały ze sobą Pilejczyk i będąca w znakomitej formie radziecka panczenistka Lidija Skoblikowa.

Wiedziałam, że jestem w wielkiej formie, po wyniku Elwiry widać było, że po prostu jesteśmy świetnie przygotowane przez trenera właśnie na ten, najważniejszy w całej karierze start. Ruszyłam jak do sprintu. Przez półtora okrążenia jechałyśmy idealnie równo, ruch w ruch, krok w krok. Na kolejnym wirażu objęłam prowadzenie... Ale Skoblikowa jakby włączyła dodatkowe zasilanie i zaczęła się oddalać, pięć, dziesięć, piętnaście metrów. Zebrałam wszystkie siły i przyspieszyłam. Byłam znów coraz bliżej... Niestety meta znajdowała się już za blisko. Kiedy podano nasze czasy aż krzyknęłam z radości. Lidia ustanowiła nowy rekord świata, ale ja, mając tak świetną partnerkę uzyskałam trzeci czas! Jestem trzecia! Mam medal! Rzuciłyśmy się z Elwirą sobie w objęcia. Ona ma srebro, a ja brąz! Cóż za cudowny dzień!

Podczas dekoracji grupa miejscowej Polonii urządziła swym rodaczkom owację, a następnie przedarła się przez kordon ochroniarzy i podrzucała je do góry. Po zawodach pojawiły się opinie, że na początku wyścigu Pilejczyk pojechała za szybko i podciągnęła Skoblikową, a gdyby tego nie zrobiła, Seroczyńska mogłaby mieć złoto. W ostatniej części olimpijskiej rywalizacji (na 3000 m) Pilejczyk była szósta.

### Późniejsze sezony

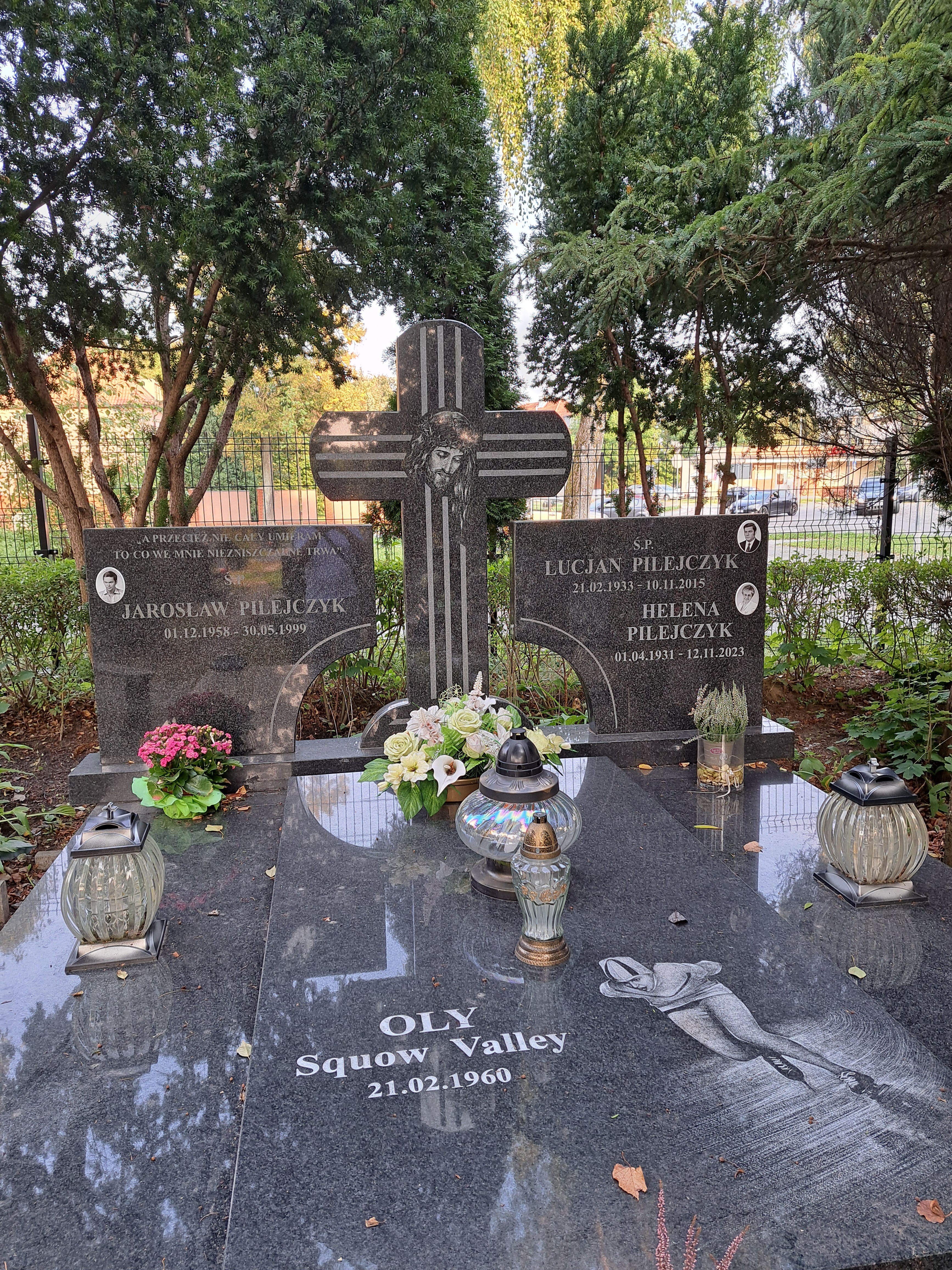
Grób Heleny Pilejczyk, jej męża i syna na cmentarzu komunalnym Agrykola

Na mistrzostwach globu jeszcze tylko w 1961 wywalczyła miejsce w czołowej dziesiątce – w norweskim Tønsbergu była siódma. W następnej edycji uplasowała się na czternastym miejscu; w kolejnych klasyfikowano ją w połowie trzeciej dziesiątki. Na igrzyskach w Innsbrucku najlepszym wynikiem Pilejczykowej była piętnasta pozycja w wyścigu na 1000 m. W pozostałych startach plasowała się w trzeciej dziesiątce. W 1971 wystartowała w swoich jedynych mistrzostwach Europy; w Leningradzie uplasowała się na dwudziestej trzeciej lokacie w wieloboju.

## Po zakończeniu kariery
W 1972 wycofała się z czynnego życia sportowego. Wróciła do pracy pedagogicznej i trenerskiej w Olimpii, a później CWEKS Orzeł. Jej wychowankami byli m.in.: Mariusz Maślanka, Małgorzata Tomporowska, Celina Tłustochowicz i olimpijka Ewa Borkowska-Wasilewska. W 1997 Pilejczyk zdobyła na torze w Berlinie złoty medal w wieloboju, w kategorii powyżej 65 lat. Uprawiała łyżwiarstwo szybkie do 75. roku życia, zdobywając wielokrotnie tytuły mistrzyni świata weteranów. Piastowała funkcję wiceprezesa Elbląskiego Sportowego Klubu Nestora. W 2008 odsłoniła swoją gwiazdę w Alei Gwiazd Sportu we Władysławowie, a w 2013 replikę swego olimpijskiego medalu w Alei Gwiazd Sportu w Dziwnowie. Mieszkała w Elblągu, w 2002 otrzymała honorowe obywatelstwo tego miasta.
Zmarła 12 listopada 2023 po długiej chorobie w wieku 92 lat. Jej pogrzeb rozpoczął 18 listopada 2023 mszą św. w katedrze św. Mikołaja w Elblągu, po czym została pochowana na elbląskim cmentarzu komunalnym Agrykola.

## Życie prywatne
Córka Stanisława i Heleny, absolwentka Liceum Pedagogicznego w Kwidzynie (1950). W 1955 wyszła za mąż za Lucjana Pilejczyka (1933-2015), działacza i sędziego łyżwiarskiego, miała z nim syna Jarosława (1958–1999).

## Osiągnięcia

### Igrzyska olimpijskie
| Miejsce | Dzień       | Rok  | Miejscowość  | Dyscyplina/konkurencja     | Czas   | Czas zwyciężczyni | Strata | Zwyciężczyni      |
| ------- | ----------- | ---- | ------------ | -------------------------- | ------ | ----------------- | ------ | ----------------- |
| 12.     | 20 lutego   | 1960 | Squaw Valley | łyżwiarstwo szybkie 500 m  | 48,2   | 45,9              | 2,3    | Helga Haase       |
| 3.      | 21 lutego   | 1960 | Squaw Valley | łyżwiarstwo szybkie 1500 m | 2:27,1 | 2:25,2            | 1,9    | Lidija Skoblikowa |
| 5.      | 22 lutego   | 1960 | Squaw Valley | łyżwiarstwo szybkie 1000 m | 1:35,8 | 1:34,1            | 1,7    | Kłara Gusiewa     |
| 6.      | 23 lutego   | 1960 | Squaw Valley | łyżwiarstwo szybkie 3000 m | 5:26,2 | 5:14,3            | 11,9   | Lidija Skoblikowa |
| 23.     | 30 stycznia | 1964 | Innsbruck    | łyżwiarstwo szybkie 500 m  | 50,1   | 45,0              | 5,1    | Lidija Skoblikowa |
| 25.     | 31 stycznia | 1964 | Innsbruck    | łyżwiarstwo szybkie 1500 m | 2:38,3 | 2:22,6            | 15,7   | Lidija Skoblikowa |
| 15.     | 1 lutego    | 1964 | Innsbruck    | łyżwiarstwo szybkie 1000 m | 1:39,8 | 1:33,2            | 6,2    | Lidija Skoblikowa |
| 26.     | 2 lutego    | 1964 | Innsbruck    | łyżwiarstwo szybkie 1000 m | 5:47,3 | 5:14,9            | 32,4   | Lidija Skoblikowa |

### Mistrzostwa świata w łyżwiarstwie szybkim w wieloboju
| Miejsce | Dzień          | Rok  | Miejscowość  | Konkurencja | Czas/punkty | Czas/punkty zwyciężczyni | Strata | Zwyciężczyni       |
| ------- | -------------- | ---- | ------------ | ----------- | ----------- | ------------------------ | ------ | ------------------ |
| 12.     | 9–10 lutego    | 1957 | Imatra       | 1500 m      | 2:46,2      | 2:37,0                   | 9,2    | Inga Artamonowa    |
| 7.      | 9–10 lutego    | 1957 | Imatra       | 3000 m      | 5:45,0      | 5:33,8                   | 11,2   | Eevi Huttunen      |
| 10.     | 9–10 lutego    | 1957 | Imatra       | 500 m       | 51,2        | 48,8                     | 3,2    | Sofja Kondakowa    |
| 10.     | 9–10 lutego    | 1957 | Imatra       | 1000 m      | 1:45,9      | 1:39,9                   | 6,0    | Inga Artamonowa    |
| 9.      | 9–10 lutego    | 1957 | Imatra       | wielobój    | 217.050     | 207.500                  | 9.550  | Inga Artamonowa    |
| 7.      | 8–9 lutego     | 1958 | Kristinehamn | 1500 m      | 2:43,7      | 2:34,3                   | 9,4    | Inga Artamonowa    |
| 6.      | 8–9 lutego     | 1958 | Kristinehamn | 500 m       | 50,3        | 47,6                     | 2,7    | Tamara Ryłowa      |
| 6.      | 8–9 lutego     | 1958 | Kristinehamn | 1000 m      | 1:46,3      | 1:43,3                   | 3,0    | Sofja Kondakowa    |
| 8.      | 8–9 lutego     | 1958 | Kristinehamn | 3000 m      | 5:54,3      | 5:33,0                   | 11,3   | Inga Artamonowa    |
| 5.      | 8–9 lutego     | 1958 | Kristinehamn | wielobój    | 217.067     | 208.483                  | 8.584  | Inga Artamonowa    |
| 5.      | 30–31 stycznia | 1960 | Östersund    | 1500 m      | 2:41,6      | 2:37,6                   | 4,0    | Walentina Stienina |
| 2.      | 30–31 stycznia | 1960 | Östersund    | 1000 m      | 1:40,7      | 1:40,2                   | 0,5    | Kłara Gusiewa      |
| 11.     | 30–31 stycznia | 1960 | Östersund    | 500 m       | 52,3        | 49,5                     | 2,8    | Lidija Skoblikowa  |
| 5.      | 30–31 stycznia | 1960 | Östersund    | 3000 m      | 5:37,6      | 5:23,9                   | 13,7   | Lidija Skoblikowa  |
| 5.      | 30–31 stycznia | 1960 | Östersund    | wielobój    | 212.784     | 208.833                  | 3.951  | Walentina Stienina |
| 12.     | 11–12 lutego   | 1961 | Tønsberg     | 500 m       | 49,7        | 48,1                     | 1,6    | Walentina Stienina |
| 11.     | 11–12 lutego   | 1961 | Tønsberg     | 1000 m      | 1:43,3      | 1:37,8                   | 5,5    | Walentina Stienina |
| 5.      | 11–12 lutego   | 1961 | Tønsberg     | 1500 m      | 2:38,9      | 2:33,3                   | 5,6    | Walentina Stienina |
| 5.      | 11–12 lutego   | 1961 | Tønsberg     | 3000 m      | 5:35,6      | 5:23,4                   | 12,2   | Inga Woronina      |
| 7.      | 11–12 lutego   | 1961 | Tønsberg     | wielobój    | 210.250     | 202.533                  | 7.717  | Walentina Stienina |
| 11.     | 17–18 lutego   | 1962 | Imatra       | 500 m       | 49,4        | 47,6                     | 1,8    | Elwira Seroczyńska |
| 14.     | 17–18 lutego   | 1962 | Imatra       | 1000 m      | 1:45,8      | 1:41,6                   | 3,2    | Inga Woronina      |
| 19.     | 17–18 lutego   | 1962 | Imatra       | 1500 m      | 2:43,5      | 2:32,2                   | 11,3   | Inga Woronina      |
| 17.     | 17–18 lutego   | 1962 | Imatra       | wielobój    | 156.800     | 204.683                  | 47.883 | Inga Woronina      |
| 11.     | 21–22 lutego   | 1963 | Karuizawa    | 500 m       | 47,8        | 45,4                     | 2,4    | Lidija Skoblikowa  |
| 27.     | 21–22 lutego   | 1963 | Karuizawa    | 1000 m      | 1:39,7      | 1:31,8                   | 7,9    | Lidija Skoblikowa  |
| 27.     | 21–22 lutego   | 1963 | Karuizawa    | 1500 m      | 2:34,7      | 2:23,3                   | 11,4   | Lidija Skoblikowa  |
| 25.     | 21–22 lutego   | 1963 | Karuizawa    | wielobój    | 149.550     | 190.817                  | 41.267 | Lidija Skoblikowa  |
| 20.     | 27–28 stycznia | 1968 | Helsinki     | 1000 m      | 1:40,3      | 1:34,5                   | 5,8    | Ludmiła Titowa     |
| 21.     | 27–28 stycznia | 1968 | Helsinki     | 1500 m      | 2:37,7      | 2:26,4                   | 11,3   | Stien Baas-Kaiser  |
| DNS     | 27–28 stycznia | 1968 | Helsinki     | wielobój    | 102.717     | 195.050                  | 92.333 | Stien Baas-Kaiser  |
| 22.     | 1–2 lutego     | 1969 | Grenoble     | 500 m       | 49,4        | 45,1                     | 4,3    | Kirsti Biermann    |
| 23.     | 1–2 lutego     | 1969 | Grenoble     | 1000 m      | 1:38,3      | 1:31,2                   | 7,1    | Lāsma Kauniste     |
| 24.     | 1–2 lutego     | 1969 | Grenoble     | 1500 m      | 2:33,5      | 2:21,5                   | 12,0   | Stien Baas-Kaiser  |
| 24.     | 1–2 lutego     | 1969 | Grenoble     | wielobój    | 149.717     | 189.567                  | 39.85  | Lāsma Kauniste     |
| 27.     | 6–7 lutego     | 1971 | Helsinki     | 500 m       | 50,4        | 44,6                     | 5,8    | Anne Henning       |
| 25.     | 6–7 lutego     | 1971 | Helsinki     | 1000 m      | 1:40,2      | 1:33,0                   | 7,2    | Dianne Holum       |
| 24.     | 6–7 lutego     | 1971 | Helsinki     | 1500 m      | 2:38,0      | 2:23,2                   | 14,8   | Nina Statkiewicz   |
| 26.     | 6–7 lutego     | 1971 | Helsinki     | wielobój    | 153.167     | 191.400                  | 38.233 | Nina Statkiewicz   |

### Mistrzostwa Europy w łyżwiarstwie szybkim w wieloboju
| Miejsce | Dzień                | Rok  | Miejscowość | Konkurencja | Czas/punkty | Czas/punkty zwyciężczyni | Strata | Zwyciężczyni     |
| ------- | -------------------- | ---- | ----------- | ----------- | ----------- | ------------------------ | ------ | ---------------- |
| 23.     | 31 stycznia–1 lutego | 1971 | Leningrad   | 500 m       | 50,41       | 45,54                    | 4,87   | Ludmiła Titowa   |
| 19.     | 31 stycznia–1 lutego | 1971 | Leningrad   | 1000 m      | 1:44,5      | 1:36,1                   | 8,4    | Ludmiła Titowa   |
| 23.     | 31 stycznia–1 lutego | 1971 | Leningrad   | 1500 m      | 2:40,0      | 2:25,5                   | 14,5   | Nina Statkiewicz |
| 23.     | 31 stycznia–1 lutego | 1971 | Leningrad   | wielobój    | 155.993     | 197.097                  | 41.104 | Nina Statkiewicz |

### Sukcesy krajowe
- trzydzieści siedem tytułów seniorskiej mistrzyni Polski:
  - na 500 m (1954, 1956, 1958, 1962, 1964)
  - na 1000 m (1956, 1957, 1958, 1962, 1971)
  - na 1500 m (1955, 1956, 1957, 1958, 1962, 1963, 1964, 1968, 1969, 1971)
  - na 3000 m (1956, 1957, 1958, 1962, 1968, 1969, 1970, 1971, 1972)
  - w wieloboju (1956, 1957, 1958, 1962, 1969, 1971)
  - w sztafecie 4x1000 m (1952, 1953)
- pięć tytułów seniorskiej wicemistrzyni Polski:
  - w wieloboju (1954, 1961, 1963, 1965, 1970)
- czterdzieści ustanowionych rekordów Polski